# Synagoge Neve Shalom

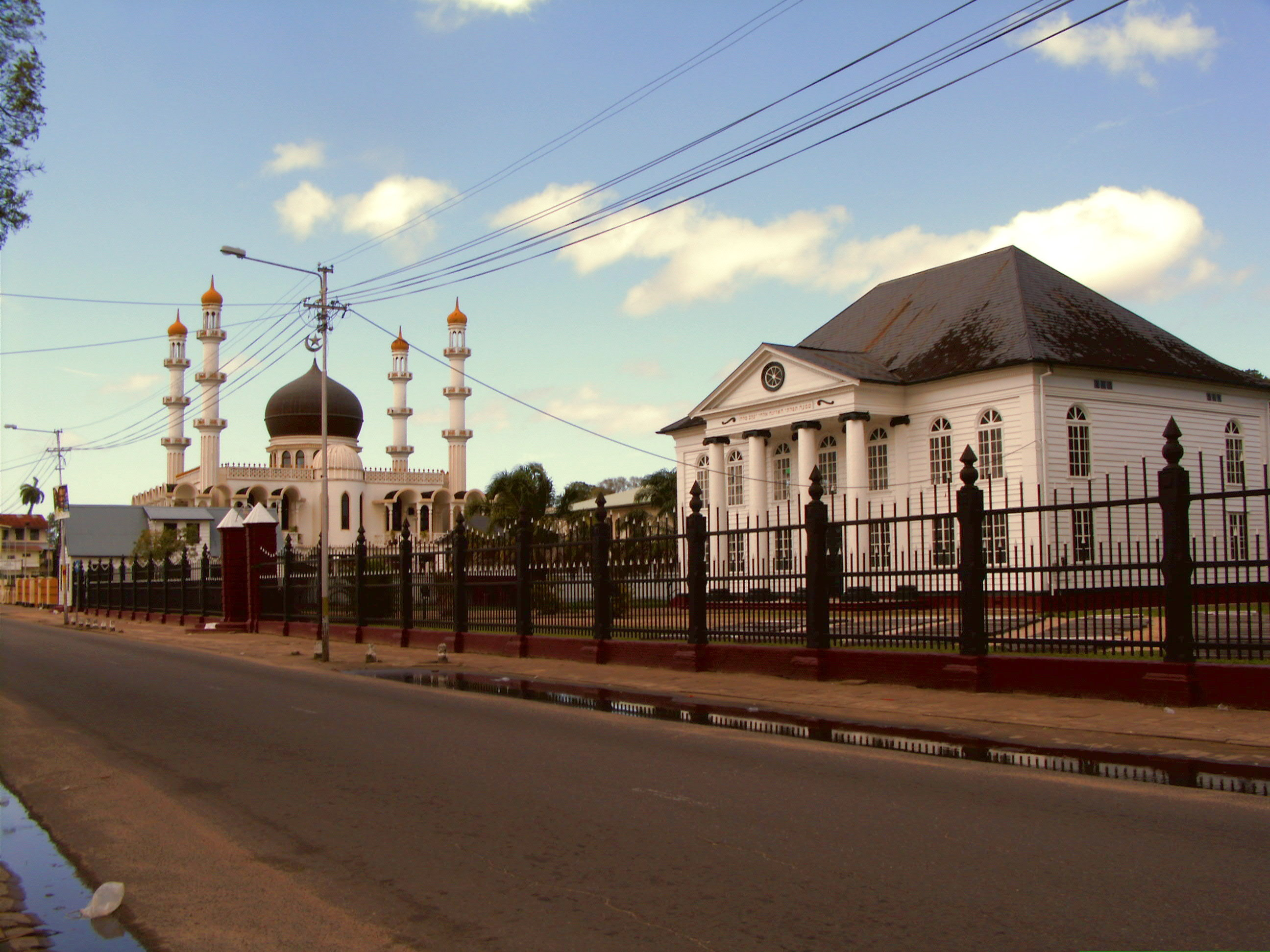
Synagoge Neve Shalom, met op de achtergrond de Moskee Keizerstraat, Paramaribo (2006)

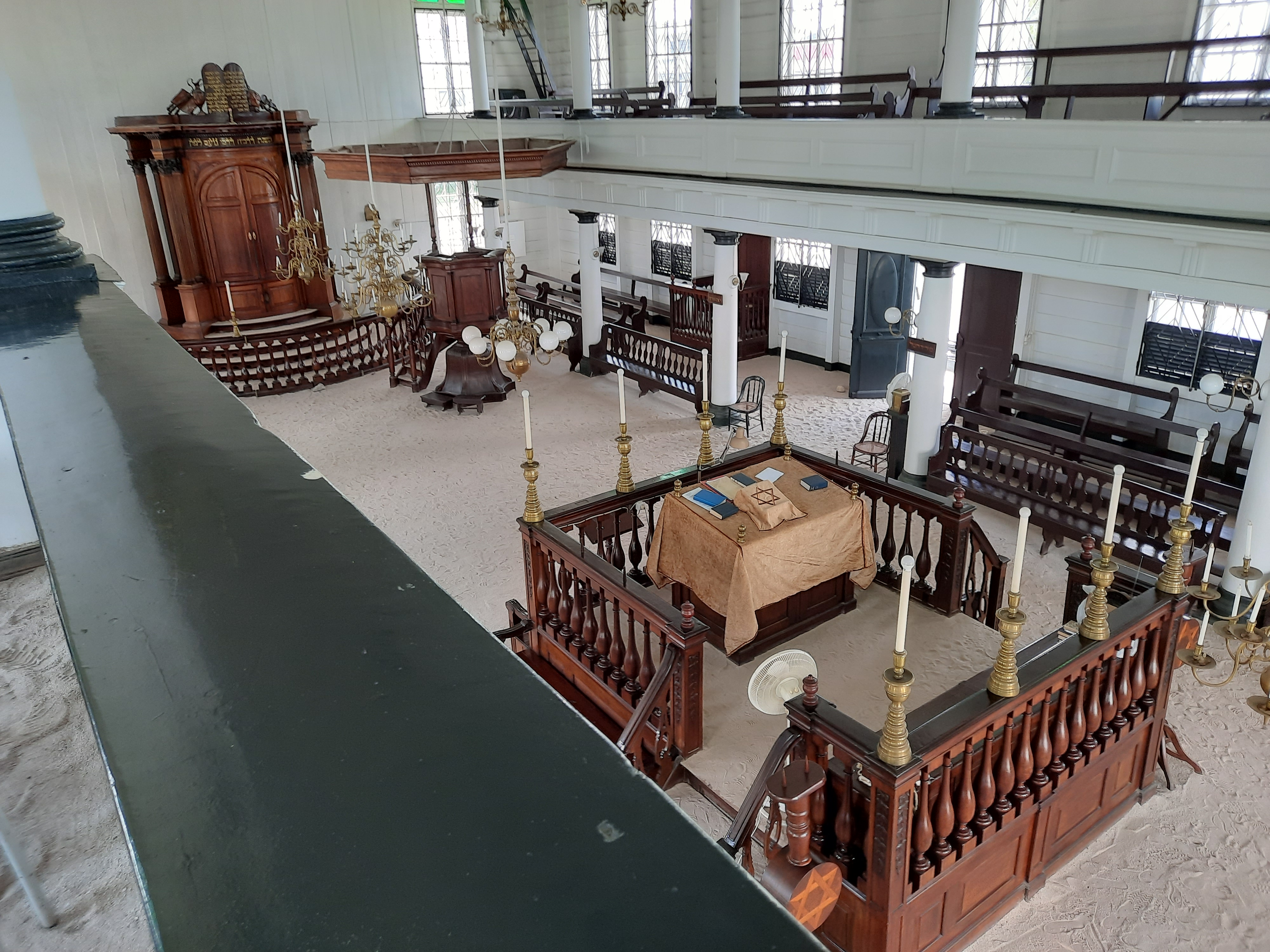
Interieur met savannezand

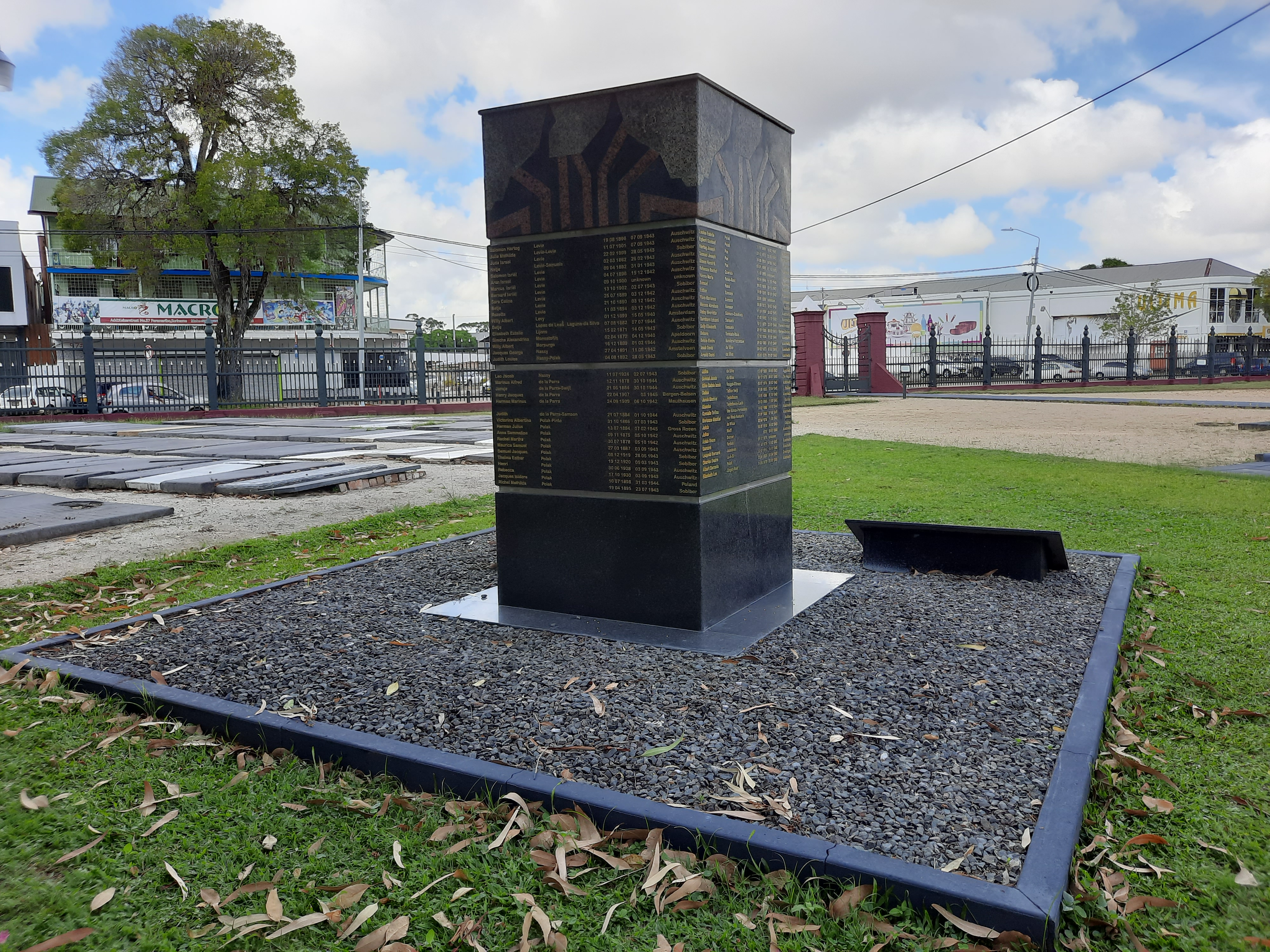
Holocaustmonument, Paramaribo

De Synagoge Neve Shalom is een joods gebedshuis in Paramaribo in Suriname.
Bij de synagoge bevinden zich een klein Joods Museum, bibliotheek, Mikvah (huis van een rabbi) uit de jaren 1870, 18e-eeuwse grafstenen en een souvenirwinkel.
De synagoge staat zij aan zij met de Moskee Keizerstraat en dit feit geldt internationaal als een lichtend voorbeeld van wederzijds respect tussen de twee religies islam en jodendom.
In 2025 wordt in de synagoge gewerkt aan de digitalisering van ongeveer 100.000 historische documenten die gedurende de geschiedenis over de joden in Suriname bewaard zijn.

## Geschiedenis
Het stuk grond, Keizerstraat 82 waarop de synagoge staat, werd in 1716 verworven door een aantal Hoogduitse Joden, met het doel daarop een gebedshuis te stichten. Met de bouw werd begonnen in de jaren 1718/19. Omstreeks 1723 was het gebouw voor gebruik gereed.
In 1833 besloot de gemeente -die later bekend staat als Nederlands Israëlitische Gemeente- een nieuw gebedshuis te bouwen, zijnde de huidige. De synagoge is ontworpen en gebouwd door Jean François Halfhide. Tijdens het bouwproces werd besloten om een portico toe te voegen naar een ontwerp van stadsbouwmeester Johan August Voigt. De inwijding van de synagoge vond plaats op 5 mei 1837, de voltooiing in het jaar 1842.
In 1961 werd een postzegel uitgegeven ter herdenking van het 125-jarige jubileum van de synagoge. De postzegel werd ontworpen door Nic Loning. Het was de eerste postzegel met een afbeelding van een synagoge buiten Israël.